# Liselotte Jünger

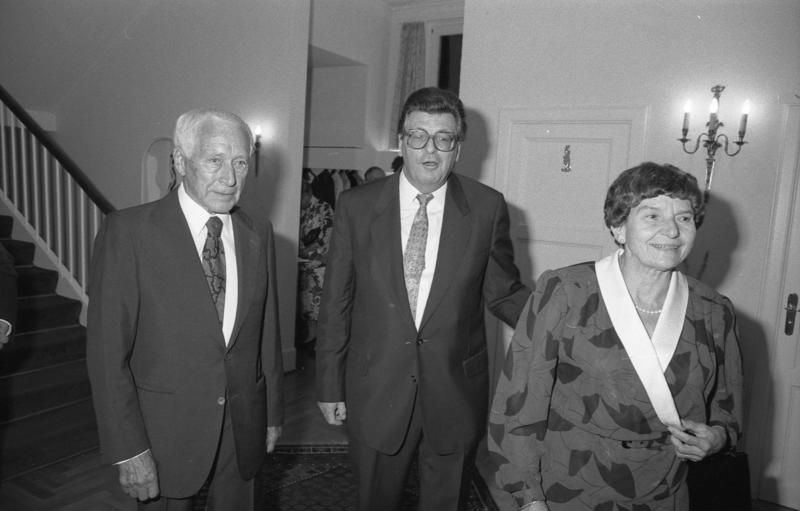
Von links: Ernst Jünger, Philipp Jenninger, Liselotte Jünger (1986)

Liselotte Jünger, verwitwete Lohrer, geborene Bäuerle (* 20. Mai 1917 in Heilbronn; † 31. August 2010 in Überlingen), war eine deutsche Germanistin, Historikerin und Lektorin.

## Leben
Liselotte Bäuerle studierte zunächst in Darmstadt auf Lehramt, dann ab 1938 Geschichte, Deutsch und Archäologie an den Universitäten Berlin und Gießen. 1943 promovierte sie mit einer Dissertation über den Mundart-Dichter Sebastian Sailer. 1940 heiratete sie Wolf Lohrer, der 1941 an der Ostfront fiel.
1943 trat die verwitwete Lohrer als Archivarin in die Cotta’sche Verlagsbuchhandlung ein: Der Cotta-Verlag hatte bereits zu Beginn des 2. Weltkriegs begonnen, Bestände zur Schutzlagerung in ein Salzbergwerk bei Bad Friedrichshall zu verbringen. Auch Bad Urach und Kirchheim unter Teck dienten als Verbringungsorte. Im Juli 1943 hatte Kläre Buchmann, die Chef-Lektorin und stellvertretende Verlags-Geschäftsführerin in Überlingen am Bodensee vorgesprochen: Cotta wolle einen Teil seiner wichtigen Buchbestände sowie die literarische Abteilung in die Stadt am Nordostufer des Überlinger Sees verlegen. Das Archiv mit seltenen Handschriften der Klassiker des Verlags wurde dann mit Möbelwagen angeliefert und im Gallerturm verstaut, einem Teil der alten Überlinger Stadtbefestigung. Am 8. Oktober 1943 zerstörte ein Bombenangriff das Cotta-Verlagsgebäude in Stuttgart.
1952 kaufte dann der Verleger der Stuttgarter Zeitung (SZ) Josef Eberle zusammen mit Mitstreitern die Cotta’sche Handschriftensammlung, mehr als 25.000 Briefe und Manuskripte; zwei Jahre danach auch die Cotta’sche Archivbibliothek mit mehreren tausend Bänden. Diese bildeten den Grundstock für das 1955 begründete Deutsche Literaturarchiv in Marbach am Neckar, wo Liselotte Bäuerle von 1952 bis 1962 tätig war und unter dessen Dach sie mit der von der SZ gestifteten Handschriftensammlung das Cotta-Archiv aufbaute. Zudem verfasste sie eine Verlagsgeschichte und ein Bestandsarchiv.
Nach ihrer Heirat mit dem Schriftsteller Ernst Jünger im Jahr 1962 – für beide war es eine zweite Ehe – widmete sie sich als Lektorin dem Werk ihres Mannes; später u. a. auch als Vor- und Nachlassverwalterin. In seinem autobiografischen Werk bezeichnet Jünger sie gewöhnlich mit ihrem Kosenamen liebevoll als „das Stierlein“.

## Schriften (Auswahl)
- 1943: Sebastian Sailers Komödien, Gießen, Schmitz
- 1959: Cotta: Geschichte eines Verlags. 1659–1959. Stuttgart, Cotta
- 1962: Hölderlin-Ausgabe und Hölderlin-Archiv. Entstehung und Geschichte. In: Ewald Lissberger (Hrsg.): In libro humanitas. Festschrift für Wilhelm Hoffmann zum 60. Geburtstag, 21. April 1961. Stuttgart, Klett, S. 289–314